# 張弘襟
張弘襟（？—？），字象南，號石年，陕西西安府鄠縣花原里人。

## 生平
端谨醇懿，笃于孝友，文学尤其所长。万历三十七年（1609年）己酉科陕西乡试第四十六名举人，四十一年（1613年）癸丑科三甲一百三十五名進士，刑部觀政，四十二年除知山东莱芜县，四十四年丁憂，四十七年補清苑县，天啓元年順天同考，二年升礼部主客司主事，提督二館，崇祯元年升员外郎，二年升郎中，四年擢山西右参议，提督学政，兼按察佥事。时崇祯六年癸酉一榜举领案三十一人，众服识拔之精。崇祯七年考察去職。逆闯入关，强公以伪职，宁死不受，贼亦不加害也。清朝定鼎，优游太平二十余年乃卒。

## 家族
曾祖张藩，教授。祖父张克俭，儒官。父张再兴，乡宾。
從弟张弘祚，字士昌，由进士知历城县，忠厚长者，处乡党如不能言。弘襟子國瑜，字元玉，由举人知邹县，平恕有政声，著有《暮存稿》。次子国璧，性行醇谨，不为岸异，由恩拔任山东新城知县，新城疲邑也，前官缘逋赋革职者十三人，國璧自知不能有为，即告归。